# Miloš Trifunović
Miloš Trifunović (in serbo Милош Трифуновић?; Belgrado, 15 ottobre 1984) è un ex calciatore serbo, di ruolo attaccante.

## Palmarès

### Club

#### Competizioni nazionali
- Prva Liga Srbija: 1

Javor Ivanjica: 2007-2008
- Coppa di Serbia: 1

Stella Rossa: 2009-2010
- Campionato uzbeko: 1

Bunyodkor: 2011
- Coppa d'Uzbekistan: 2

Bunyodkor: 2012
AMGK: 2018

### Individuale
- Capocannoniere del campionato uzbeko: 1

2011 (17 gol)